# Hans (Comic)
Hans ist eine zwischen 1980 und 2000 erschienene frankobelgische Comicserie.

## Handlung
Hansen, genannt Hans, wird zurück in die Vergangenheit geschickt, um historische Nachforschungen anzustellen. Aufgrund eines Zwischenfalles während der Rückreise kommt er mehrere Jahrzehnte zu früh an. Er sieht sich einer apokalyptischen Welt gegenüber, die von einem Tyrannen beherrscht wird. Mit Hilfe der schönen Orchidee kann er sich allmählich in der unwirklichen Welt zurechtfinden.

## Hintergrund
André-Paul Duchâteau schrieb die Science-Fiction-Serie. Der Zeichner war Grzegorz Rosinski. Kas übernahm 1993 die Zeichnungen. Die Serie begann 1980 in Super Tintin und wurde 1980 in der belgischen und zwischen 1980 und 1988 in der französischen Ausgabe von Tintin weitergeführt. Weitere Episoden erschienen in Hello Bédé. Le Lombard gab die Alben heraus. Im deutschen Sprachraum wurde die erste Geschichte in Stripspiegel veröffentlicht. Die ersten sechs Episoden gab der gleiche Verlag in Albenform heraus. Zuletzt erschien im Splitter Verlag eine Gesamtausgabe in drei Bänden, die auch alle bisher in Deutschland unveröffentlichten Geschichten beinhaltet.

## Albenausgaben
- 1. Die letzte Insel (1983)
- 2. Der Gefangene der Ewigkeit (1985)
- 3. Die Mutanten von Xanaia (1986)
- 4. Die Gladiatoren (1988)
- 5. Das Gesetz von Ardelia (1990)
- 6. Der Planet der Zaubereien (1993)
- 7. Die Kinder des Unendlichen (1994)
- 8. Das Gesicht des Monsters (1996)
- 9. Die Prinzessin von Ultis (1997)
- 10. Das Regenbogenschwert (1998)
- 11. Das Geheimnis der Zeit (1999)
- 12. Im Land der Abgründe (2000)